# Villaviciosa (Abra)
Villaviciosa ist eine philippinische Stadtgemeinde in der Provinz Abra. Sie hat 5392 Einwohner (Zensus 2015).

## Baranggays
Villaviciosa ist politisch unterteilt in acht Baranggays.
| - Ap-apaya - Bol-lilising - Cal-lao | - Lap-lapog - Lumaba - Poblacion | - Tamac - Tuquib |